# Frank Mappes
Frank Mappes (* 14. April 1966 in Halle (Saale)) ist ein ehemaliger deutscher Fußballspieler. In der höchsten Spielklasse des DDR-Fußballs, der Oberliga, spielte er für den 1. FC Lokomotive Leipzig.

## Sportliche Laufbahn

### BSG- und Clubstationen
Der gebürtige Hallenser Frank Mappes begann bei der dortigen BSG Post Anfang der 1970er-Jahre auf Gemeinschaftsebene. Am Ende des Jahrzehntes wurde er zum 1. FC Lokomotive Leipzig delegiert, bei dem er im Nachwuchs aktiv war.
Vor der Saison 1984/85 wurde der gerade dem Juniorenalter entwachsene Defensivakteur in den Oberligakader des 1. FC Lok aufgenommen, aber in der höchsten Spielklasse des ostdeutschen Fußballs kam Mappes in dieser Spielzeit nicht zum Einsatz. Seinen einzigen Erstligaeinsatz hatte er in der Folgesaison. Im Dezember 1985 wurde er beim Lok-Auswärtsspiel bei der BSG Wismut Aue (1:1) am 13. Spieltag nach einer guten Stunde für Olaf Marschall eingewechselt.
Im Sommer 1986 wurde er in die Bezirksligaelf der Leipziger zurückgestuft. In der zweitklassigen Liga spielte Mappes später noch für die BSG Robotron Sömmerda.

### Auswahleinsätze
Bis zum Frühjahr 1984 zählte der 1,85 Meter große Lok-Abwehrspieler zu den Stammkräften seines Jahrgangs in der Juniorennationalmannschaft des DFV. Als Libero gehörte er dabei auf der Karibikinsel Kuba 1983 zur einzigen ostdeutschen Siegermannschaft bei den Jugendwettkämpfen der Freundschaft.
Mit dem Team, für das er 14 Partien bestritt, qualifizierte Mappes sich für die U-18-EM 1984 in der UdSSR, scheiterte aber an der Seite zukünftig sehr prominenter Akteure im ost- und gesamtdeutschen Männerfußball wie Ulf Kirsten, Andreas Thom und Thomas Doll bereits in der Vorrunde.
Dem Juniorenalter entwachsen schaffte der Lok-Verteidiger sofort in den Sprung in die Nachwuchsauswahl, in der er Ende Juli 1984 in Moskau gegen die UdSSR (0:2) debütierte. Aufgrund fehlender Oberligaspielpraxis rückte er ab rasch aus dem Fokus der DFV-U-21-Trainer.